# Elecciones presidenciales de Venezuela de 2013
Las elecciones presidenciales de Venezuela para el período 2013-2019 fueron el proceso electoral posterior a la muerte del presidente anteriormente electo Hugo Chávez; que de acuerdo a la constitución debieron convocarse en los 30 días siguientes al fallecimiento presidencial. Las elecciones se realizaron el domingo 14 de abril de 2013.
El Consejo Nacional Electoral, órgano del Poder Electoral encargado para el desarrollo de los procesos electorales en Venezuela, convocó formalmente el proceso el 9 de marzo de 2013, cuatro días después del anuncio de la muerte de Chávez.
Las principales coaliciones que disputaban en la elección fueron el Gran Polo Patriótico (GPP), que respaldaba la elección de Nicolás Maduro, del Partido Socialista Unido de Venezuela, designado por Hugo Chávez en caso de presentarse elecciones presidenciales de él no juramentarse por cualquier eventualidad (en este caso su deceso) y la Mesa de la Unidad Democrática (MUD), representada por Henrique Capriles Radonski, del partido Primero Justicia, y candidato a la anterior elección, y además de haber sido electo en elecciones primarias de la MUD el 12 de febrero de 2012. Nicolás Maduro fue declarado ganador de los comicios por el 50.61 % de los votos. El 19 de abril de 2013 inició su mandato formal para culminar el periodo constitucional 2013-2019.

## Candidatos
El proceso de postulaciones se llevó a cabo los días 10 y 11 de marzo, ante el Consejo Nacional Electoral (CNE). Se recibió la postulación de ocho candidatos, se admitieron siete candidaturas y finalmente participaron seis tras el retiro del abanderado del partido JOVEN.

### Gran Polo Patriótico Simón Bolívar
Los partidos de la coalición Gran Polo Patriótico (GPPSB) respaldaron a Nicolás Maduro, en ese momento presidente interino, como candidato presidencial. Catorce partidos presentaron tarjetones separados con Maduro como candidato: Partido Socialista Unido de Venezuela, Patria Para Todos, Por la Democracia Social, Partido Comunista de Venezuela, Movimiento Tupamaro, Movimiento Electoral del Pueblo, Unidad Popular Venezolana, Partido REDES, Independientes por la Comunidad Nacional, Organización Renovadora Auténtica, Juventud Unidad en Acción Nacional con Bimba, Nuevo Camino Revolucionario, Partido Revolucionario del Trabajo y Corrientes Revolucionarias Venezolanas.

### Mesa de la Unidad Democrática
La coalición Mesa de la Unidad Democrática (MUD) presentó un tarjetón unitario apoyando a Henrique Capriles, excandidato presidencial de la misma coalición para las pasadas elecciones y gobernador del estado Miranda, como candidato presidencial.

### Otros candidatos
- Eusebio Méndez, pastor cristiano candidato de la organización política Nueva Visión para mi País (NUVIPA).[2]
- María Bolívar, abogada y comerciante, excandidata a la presidencia y a la gobernación del estado Zulia, abanderada por el Partido Democrático Unidos por la Paz y la Libertad (PDUPL).[3]
- Reina Sequera, sindicalista y excandidata presidencial, postulada por la organización política Poder Laboral.[4]
- Julio Mora, candidato por el partido Unidad Democrática (UDEMO),[5] organización que apoyó inicialmente a Henrique Capriles para las elecciones del 7 de octubre de 2012, pero que poco después le retiró su tarjeta en la boleta electoral para apoyar finalmente a Reina Sequera.

## Campaña

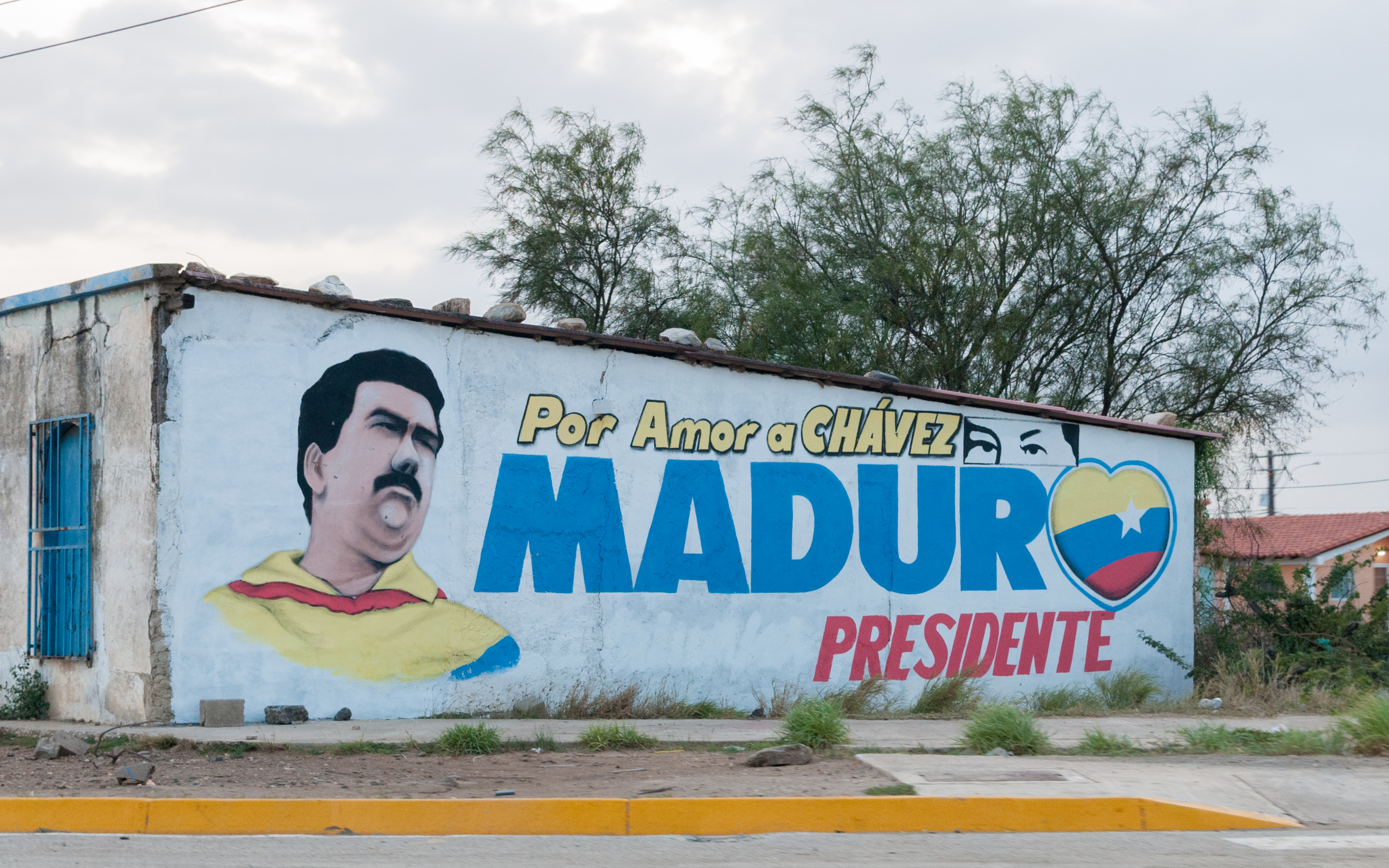
Propaganda con la frase: "Por amor a Chávez, Maduro Presidente". Maduro basó su campaña casi en su totalidad en evocar la imagen de su difunto predecesor.

Los temas más apremiantes que se discutieron fueron la alta tasa de asesinatos, particularmente en Caracas, el mal estado de la economía y los derechos sobre la tierra. La oposición acusó a Maduro de intentar usar la memoria y la imagen de Chávez para obtener votos.

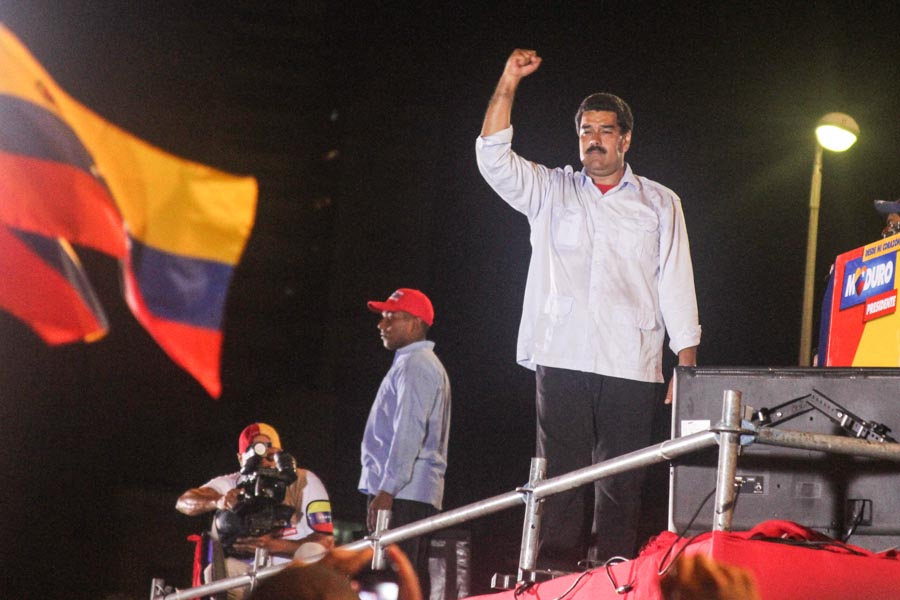
Nicolás Maduro en campaña electoral.

La campaña fue considerada "desigual", en gran medida debido al excesivo control gubernamental sobre los medios de comunicación, dándole una desproporcionada cantidad de espacio televisivo al oficialismo, prácticamente sin un espacio para la oposición, que destacó la existencia de lo que fue llamado una "campaña negativa" contra Capriles.
La campaña también se caracterizó por un constante intercambio de insultos personales entre ambos candidatos. Maduro calificó a Capriles de "burgués" y "caprichoso", mientras que Capriles se refirió a Maduro como "Satanás", "tonto" o "mentiroso". Maduro empleó también comentarios que fueron considerados homofóbicos, llamando a Capriles "princesita", y declarando durante un masivo acto de campaña "yo sí tengo mujer, me gustan las mujeres", postura que fue severamente criticada por varias organizaciones LGBT del país. Capriles respondió a esto rechazando los comentarios sobre su sexualidad, describiéndose como "soltero" y afirmando que tenía una visión progresista de la vida, condenando la postura homófoba de su contrincante.

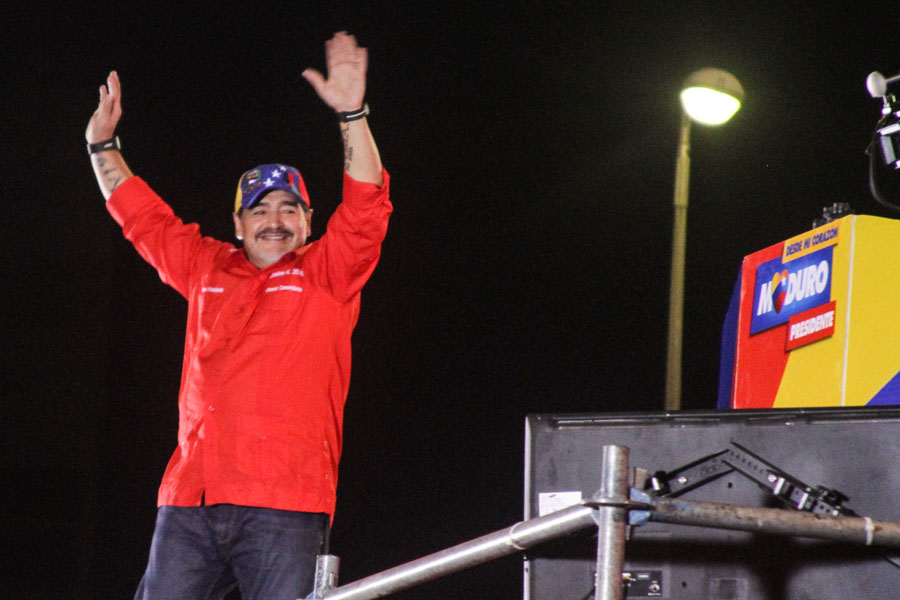
Diego Maradona en Caracas en abril de 2013, dando su apoyo a la candidatura de Nicolás Maduro.

Capriles declinó firmar un documento del Consejo Nacional Electoral comprometiéndose a reconocer el resultado, como lo hizo antes de las elecciones del 7 de octubre, comprometiéndose en cambio a "respetar la voluntad popular". Diosdado Cabello, líder del PSUV, presentó evidencia, incluyendo grabaciones telefónicas, correos electrónicos y otros documentos, supuestamente demostrando que la oposición planeaba no reconocer los resultados electorales, posiblemente para agitar los problemas internacionales del país. También expresó dudas sobre la credibilidad de las elecciones, mientras que Maduro dijo que estaba listo para aceptar el resultado. El cierre de campaña fue el 11 de abril.
El 12 de abril, el vicepresidente Jorge Arreaza anunció en televisión nacional que dos colombianos habían sido arrestados y se habían presentado como oficiales militares venezolanos y habían tratado de interrumpir las elecciones. También anunció el hallazgo de una jaula de armas que se dice está vinculada a mercenarios salvadoreños que el gobierno había acusado previamente de conspirar para matar a Maduro.
Durante el fin de semana anterior a la elección, Maduro hizo comentarios en privado que sugieren una posible "distensión " en las relaciones entre Estados Unidos y Venezuela. El exgobernador de Nuevo México Bill Richardson, que estuvo en Venezuela durante las elecciones como representante de la Organización de los Estados Americanos (OEA), relató cómo Maduro personalmente le dijo que "deseaba mejorar los lazos con los Estados Unidos [y] regularizar las relaciones."

## Encuestas de opinión
| Encuesta          | Enlace                                               | Fecha                 |             |              | Ventaja |
| ----------------- | ---------------------------------------------------- | --------------------- | ----------- | ------------ | ------- |
| Encuesta          | Enlace                                               | Fecha                 | Maduro PSUV | Capriles MUD | Ventaja |
| Encuesta          | Enlace                                               | Fecha                 |             |              | Ventaja |
| Datamática        |                                                      | 11 de abril de 2013   | 30,4 %      | 42,7 %       | 12,3 %  |
| Datanálisis       |                                                      | 11 de abril de 2013   | 54,8 %      | 45,1 %       | 9,7 %   |
| Datamática        |                                                      | 10 de abril de 2013   | 30,6 %      | 42,1 %       | 11,5 %  |
| DatinCorp         |                                                      | 9 de abril de 2013    | 44 %        | 43 %         | 1 %     |
| Datamática        |                                                      | 7 de abril de 2013    | 34,9 %      | 39,7 %       | 4,8 %   |
| Consultores 30.11 |                                                      | 3 de abril de 2013    | 52,8 %      | 38,6 %       | 14,2 %  |
| Meganálisis       |                                                      | 3 de abril de 2013    | 56,6 %      | 43,4 %       | 13,3 %  |
| Datin Corp        |                                                      | 3 de abril de 2013    | 45 %        | 37 %         | 8 %     |
| IVAD              |                                                      | 31 de marzo de 2013   | 53,3 %      | 34,7 %       | 18,6    |
| GIS XXI           |                                                      | 23 de marzo de 2013   | 55,3 %      | 44,7 %       | 10,6 %  |
| Hinterlaces       |                                                      | 23 de marzo de 2013   | 55 %        | 35 %         | 20 %    |
| IVAD              |                                                      | 23 de marzo de 2013   | 53,8 %      | 30,8 %       | 23 %    |
| Hinterlaces       |                                                      | 18 de marzo de 2013   | 61 %        | 26 %         | 35 %    |
| IVAD              |                                                      | 18 de marzo de 2013   | 53,8 %      | 31,6 %       | 22,2 %  |
| ICS               |                                                      | 17 de marzo de 2013   | 58,2 %      | 40,5 %       | 17,7 %  |
| Hinterlaces       |                                                      | 16 de marzo de 2013   | 53 %        | 35 %         | 18 %    |
| Datanálisis       |                                                      | 13 de marzo de 2013   | 49,2 %      | 34,8 %       | 14,4 %  |
| Datanálisis       | Archivado el 11 de marzo de 2013 en Wayback Machine. | 14 de febrero de 2013 | 46,4 %      | 34,3 %       | 12,1 %  |
| Hinterlaces       |                                                      | 9 de febrero de 2013  | 56 %        | 20 %         | 14 %    |

## Resultados

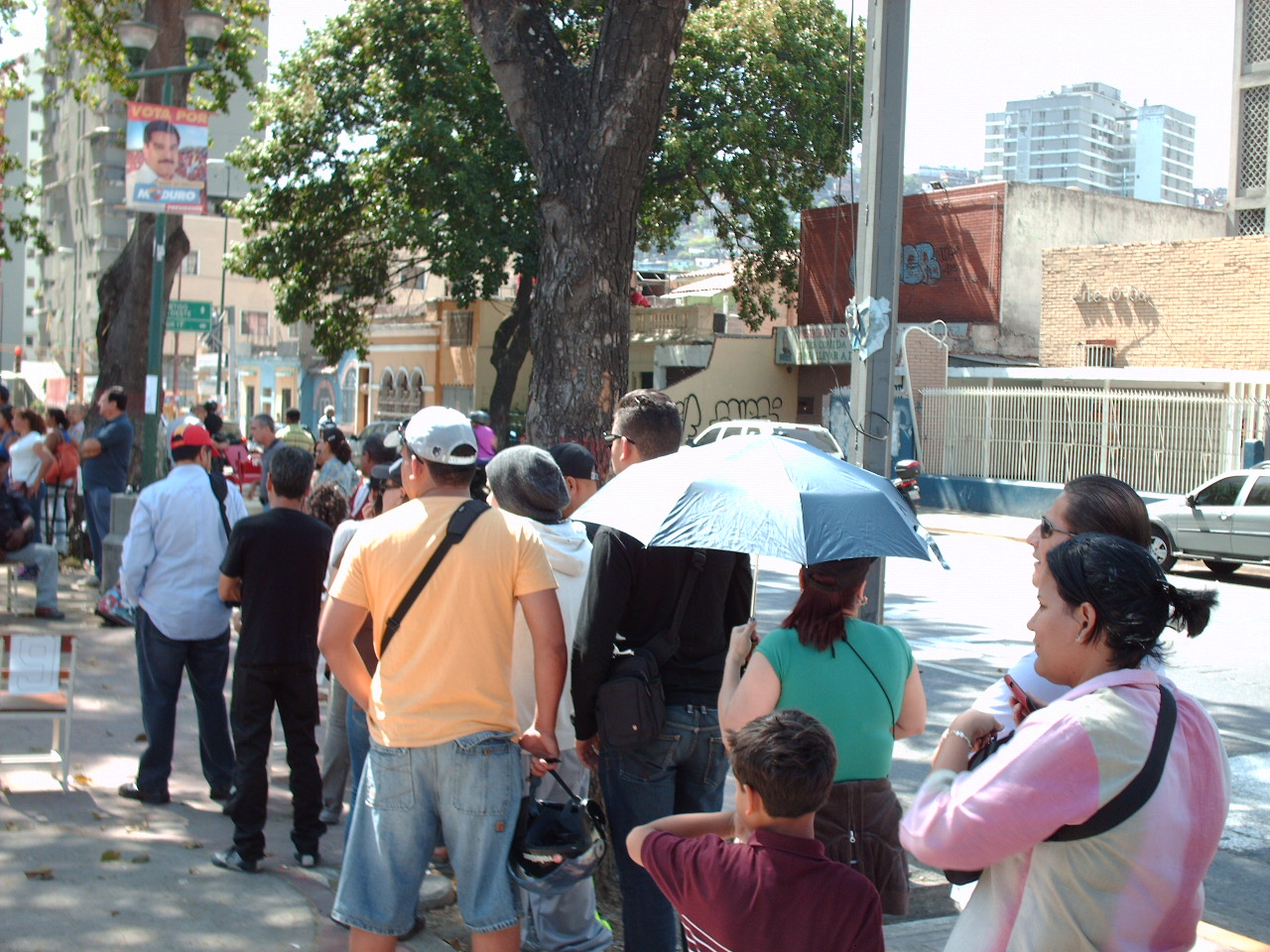
Fila de votantes.

Los resultados se dieron a conocer la noche de las elecciones, y revelaron una ínfima mayoría para Nicolás Maduro, que obtuvo el 50.61 % de los sufragios contra el 49.12% de Capriles. La participación fue prácticamente la misma que en las anteriores elecciones (una disminución de menos de un punto). Sin embargo, se evidenció un crecimiento drástico del voto válido (mientras que 287.325 electores emitieron un voto en blanco o anulado en 2012, solo 66.937 lo hicieron en 2013) y en términos absolutos, votaron 131.772 electores más si se tiene en cuenta únicamente los votos a candidatos.
A pesar de haber ganado, el oficialismo no podía ocultar haber perdido casi tres cuartos de millón de votos con respecto a las elecciones de 2012 (ocurridas tan solo siete meses atrás) y la reducción de la diferencia de porcentajes entre el primer candidato y el segundo de 10.76 en 2012 a 1.49 en estas elecciones. Fue la segunda elección presidencial más ajustada en la historia democrática de Venezuela, desde el triunfo de Rafael Caldera por 0.89 décimas en 1968, y la elección con más polarización entre los dos candidatos más votados (el 99.73% de los votantes votó por Maduro o por Capriles, mientras que el restante 0.27 % se distribuyó entre otros cuatro candidatos). Los resultados finales de las elecciones con la participación del 79,68% del electorado, fueron los siguientes:

### Resultados finales
| Candidatos                                  | Partido                                             | Votos      | %     |
| ------------------------------------------- | --------------------------------------------------- | ---------- | ----- |
| Nicolás Maduro                              | Partido Socialista Unido de Venezuela               | 6.193.662  | 41,31 |
| Nicolás Maduro                              | Partido Comunista de Venezuela                      | 283.678    | 1,89  |
| Nicolás Maduro                              | Tupamaro                                            | 247.648    | 1,65  |
| Nicolás Maduro                              | Por la Democracia Social                            | 210.478    | 1,40  |
| Nicolás Maduro                              | Patria Para Todos                                   | 117.486    | 0,78  |
| Nicolás Maduro                              | Nuevo Camino Revolucionario                         | 104.779    | 0,69  |
| Nicolás Maduro                              | Redes de Respuesta de Cambios Comunitarios          | 94.285     | 0,62  |
| Nicolás Maduro                              | Movimiento Electoral del Pueblo                     | 93.189     | 0,62  |
| Nicolás Maduro                              | Unidad Popular Venezolana                           | 89.990     | 0,60  |
| Nicolás Maduro                              | Organización Renovadora Auténtica                   | 46.280     | 0,30  |
| Nicolás Maduro                              | Corrientes Revolucionarias Venezolanas              | 36.140     | 0,24  |
| Nicolás Maduro                              | Independientes por la Comunidad Nacional            | 25.057     | 0,16  |
| Nicolás Maduro                              | Partido Revolucionario del Trabajo                  | 22.524     | 0,15  |
| Nicolás Maduro                              | Juventud Unida en Acción Nacional con Bimba         | 22.329     | 0,14  |
| Nicolás Maduro                              | Varias tarjetas válidas                             | 54         | 0,00  |
| Nicolás Maduro                              | Total Gran Polo Patriótico                          | 7.587.579  | 50,61 |
| Henrique Capriles                           | Mesa de la Unidad Democrática                       | 7.363.980  | 49,12 |
| Eusebio Méndez                              | Nueva Visión para mi País                           | 19.498     | 0,13  |
| María Bolívar                               | Partido Democrático Unidos por la Paz y la Libertad | 13.309     | 0,08  |
| Reina Sequera                               | Poder Laboral                                       | 4.241      | 0,02  |
| Julio Mora                                  | Unidad Democrática                                  | 1.936      | 0,01  |
| Votos válidamente emitidos                  | Votos válidamente emitidos                          | 14.990.543 | 99,56 |
| Votos nulos                                 | Votos nulos                                         | 66.937     | 0,44  |
| Total de votos                              | Total de votos                                      | 15.057.480 | 100   |
| Votantes registrados/participación          | Votantes registrados/participación                  | 18.904.364 | 79,65 |
| Actas escrutadas: 39.358 de 39.376 (99,95%) |                                                     |            |       |
| Fuente: CNE                                 |                                                     |            |       |

### Resultados por Entidad federal
| Entidades ganadas por Nicolás Maduro    |
| Entidades ganadas por Henrique Capriles |

| Entidad federal  | Electores  | Maduro    | %       | Dif. 2012-13 | Capriles  | %       | Dif. 2012-13 | Otros  | %      | Escrutados | Participación |
| ---------------- | ---------- | --------- | ------- | ------------ | --------- | ------- | ------------ | ------ | ------ | ---------- | ------------- |
| Distrito Capital | 1 608 977  | 651 062   | 51,32 % | -6,34 %      | 611 359   | 48,19 % | +8,33 %      | 6202   | 0,46 % | 1 275 758  | 79,29 %       |
| Amazonas         | 96 290     | 38 271    | 52,45 % | -2,00 %      | 34 591    | 47,41 % | +4,48 %      | 93     | 0,10 % | 73 502     | 76,33 %       |
| Anzoátegui       | 1 006 509  | 383 125   | 47,32 % | -6,44 %      | 424 685   | 52,45%  | +12,24%      | 1775   | 0,20 % | 813 215    | 80,79 %       |
| Apure            | 310 047    | 142 023   | 61,76 % | -8,95 %      | 87 610    | 38,09 % | +11,80 %     | 326    | 0,13 % | 231 327    | 74,72 %       |
| Aragua           | 1 164 714  | 512 379   | 54,05 % | -7,32 %      | 432 265   | 45,60 % | +12,39 %     | 3249   | 0,32 % | 952 235    | 81,75 %       |
| Barinas          | 525 152    | 214 671   | 52,18 % | -11,88 %     | 196 138   | 47,68 % | +18,77 %     | 531    | 0,11 % | 413 079    | 78,83 %       |
| Bolívar          | 941 697    | 351 988   | 47,87 % | -7,38 %      | 381 075   | 51,83 % | +16,26 %     | 2084   | 0,27 % | 738 973    | 78,50 %       |
| Carabobo         | 1 516 239  | 610 625   | 50,51 % | -6,34 %      | 595 241   | 49,24 % | +10,82 %     | 2969   | 0,22 % | 1 213 805  | 80,05 %       |
| Cojedes          | 223 028    | 108 018   | 61,16 % | -7,34 %      | 68 264    | 38,65 % | +12,67 %     | 318    | 0,16 % | 183 483    | 79,70 %       |
| Delta Amacuro    | 113 246    | 51 207    | 61,63 % | -6,83 %      | 31 700    | 38,15 % | +19,59 %     | 180    | 0,20 % | 83 588     | 73,81 %       |
| Falcón           | 634 614    | 266 239   | 53,03 % | -10,32 %     | 234 747   | 46,76 % | +20 %        | 1 033  | 0,19 % | 504 452    | 79,48 %       |
| Guárico          | 500 651    | 230 632   | 59,28 % | -7,39 %      | 157 766   | 40,55 % | +16,47 %     | 598    | 0,13 % | 391 217    | 78,21 %       |
| Lara             | 1 197 690  | 470 203   | 47,71 % | -5,86 %      | 512 604   | 52,02 % | +10,56 %     | 2541   | 0,23 % | 989 367    | 82,60%        |
| Mérida           | 576 870    | 202 866   | 42,88 % | -10,74 %     | 269 383   | 56,94 % | +12,40 %     | 791    | 0,14 % | 475 213    | 82,37 %       |
| Miranda          | 1 950 657  | 737 126   | 47,29 % | -4,40 %      | 815 128   | 52,30%  | +6,66 %      | 6252   | 0,39 % | 1 565 503  | 80,25 %       |
| Monagas          | 595 085    | 262 547   | 55,46 % | -3,64 %      | 209 833   | 44,33 % | +9,75 %      | 947    | 0,18 % | 475 083    | 79,83 %       |
| Nueva Esparta    | 329 544    | 125 143   | 46,90 % | -7,54 %      | 141 236   | 52,94 % | +12,27 %     | 395    | 0,13 % | 267 762    | 81,25 %       |
| Portuguesa       | 577 589    | 303 982   | 65,45 % | -7,31 %      | 159 085   | 34,25 % | +21,34 %     | 1355   | 0,27 % | 466 679    | 80,79 %       |
| Sucre            | 627 622    | 269 494   | 57,48 % | -4,07 %      | 198 706   | 42,38 % | +8,64 %      | 619    | 0,12 % | 470 608    | 75,04 %       |
| Táchira          | 799 086    | 235 303   | 36,97 % | -14,30 %     | 400 121   | 62,87 % | +12,16 %     | 906    | 0,12 % | 639 204    | 79,99 %       |
| Trujillo         | 501 516    | 233 892   | 59,78 % | -7,20 %      | 156 449   | 39,99 % | +12,39 %     | 852    | 0,20 % | 392 864    | 78,42 %       |
| Vargas           | 265 911    | 118 752   | 57,08 % | -6,67 %      | 88 392    | 42,49%  | +12,77 %     | 882    | 0,40 % | 209 317    | 78,71 %       |
| Yaracuy          | 405 385    | 184 337   | 56,53 % | -5,18 %      | 140 997   | 43,23%  | +10,63 %     | 753    | 0,21 % | 328 217    | 80,96 %       |
| Zulia            | 2 334 529  | 878 483   | 47,68 % | -9,61 %      | 960 383   | 52,13 % | +13,92 %     | 3278   | 0,15 % | 1 847 744  | 79,20 %       |
| Exterior         | 100 495    | 4509      | 7,43 %  | -21,12 %     | 56 090    | 92,47 % | -8,40 %      | 53     | 0,07 % | 62 311     | 62,11 %       |
| Inhóspitos       | 1221       | 702       | 83,97 % | +175,50 %    | 132       | 15,78 % | +400 %       | 2      | 0,23 % | 850        | 72,21 %       |
| Venezuela        | 18 904 364 | 7 587 579 | 50,61 % | -7,37 %      | 7 363 980 | 49,12 % | +11,72 %     | 38 984 | 0,27 % | 15 059 630 | 79,68 %       |

## Denuncias
Durante las elecciones Reuters denominó a los colectivos como "un factor clave de la máquina electoral del gobierno" que "ayudaban ayuda a influenciar resultados y considerados a veces por los críticos como maleantes que intimidan a los rivales". El Centro Carter declaró que durante las elecciones los centros de votación tenían un "ambiente intimidante" cuando "grupos de motorizados asociados con el partido de gobierno" eran visto alrededor de los centros.

## Desconocimiento de los resultados

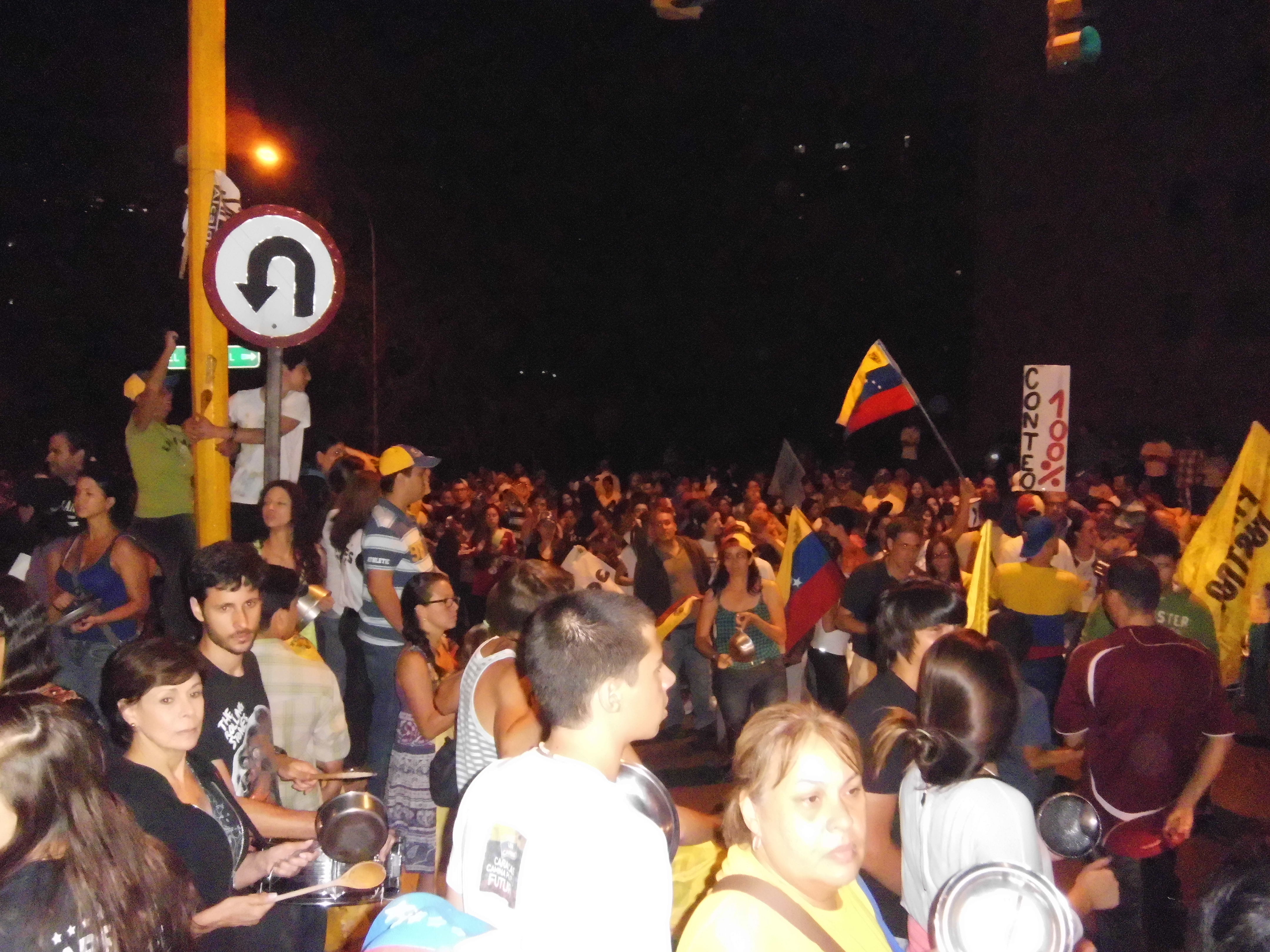
Cacerolazos el contra el resultado del CNE.

En la noche del 14 de abril, Capriles desconoció el boletín oficial emitido por el Consejo Nacional Electoral (CNE) y llamó a un recuento total de los votos, ya que según su comando de campaña se habían detectado al menos 3 500 irregularidades durante el proceso de votación, la cual fue apoyada por los gobiernos de España, Francia, Estados Unidos, Paraguay, y el secretario general de la OEA, José Miguel Insulza.El rector del CNE Vicente Díaz también realizó la petición, aunque declaró no tener dudas sobre el resultado.
Maduro, aceptó la realización de la auditoría propuesta por la oposición, pero el CNE declaró que en Venezuela el proceso era automatizado y que la auditoría propuesta no se podía realizar en los términos propuestos, pues según este organismo no estaba prevista en el ordenamiento jurídico.
Capriles presentó su solicitud formalmente el 17 de abril, con todas las denuncias correspondientes y la petición para la verificación total de las actas; el CNE se reunió por horas ese mismo día, hasta aceptar la verificación «en segunda fase», del 46% de las cajas de votación no auditadas al azar en un primer momento, esta auditoría sin embargo no fue avalada por Capriles, argumentando que ella «tendría que haber sido llevada a cabo junto a una revisión de los cuadernos de votación», por lo cual el proceso fue impugnado ante el Tribunal Supremo de Justicia (TSJ).
El 11 de junio de 2013 el CNE anunció la finalización de la auditoría al 100 % de los votos emitidos, una de las 18 auditorías que se realizaron durante todo el proceso, los resultados confirmaron la victoria de Maduro, puesto que se presentó un 0,02 por ciento de error, que el CNE justificó con las aclaraciones colocadas en las actas.
El TSJ en sentencia anunciada el 7 de agosto de 2013 por la magistrada y presidenta del poder judicial Gladys Gutiérrez, anunció que por unanimidad declararon inadmisibles todas las impugnaciones (al menos 10) a los resultados del 14 de abril de 2013. Argumentó, entre otros aspectos, falta de pruebas y la presentación de argumentos genéricos e imprecisos.
El 9 de septiembre del 2013 la impugnación de las elecciones fue presentada ante la Comisión Interamericana de Derechos Humanos (CIDH) un día antes de que se hiciera efectiva la salida de Venezuela del mecanismo, el informe fue entregado al organismo por parte del abogado y miembro de la MUD Ramón José Medina que por su parte dijo: “Aspiramos que se anulen y se repitan esas elecciones, que fueron unas elecciones fraudulentas”. La oposición venezolana presentará otro recurso de impugnación ante la Comisión de Derechos Humanos de la ONU en Ginebra. El Centro Carter dijo que hubo centros de votación con un «entorno intimidante» cuando «grupos de motociclistas asociados con el partido del gobierno» fueron vistos alrededor de los centros.
La Red de Observadores Electorales de Asamblea de Educación (ROAE) señaló, en su informe final de la observación, que el porcentaje de irregularidades detectadas durante el proceso electoral era superior a la diferencia de votos entre los dos primeros candidatos, que ameritaba una investigación y por eso no darían fe cierta de los resultados electorales de este proceso, presentados por el CNE.[cita requerida] El centro de totalización de votos de dicho organismo fue atacado por presuntos simpatizantes del oficialismo, agrediendo al personal y sustrayendo equipos.[cita requerida]